# Procedimiento legislativo en la Unión Europea
El procedimiento legislativo en la Unión Europea es el conjunto de previsiones y técnicas ordenadas a la elaboración o modificación de leyes del Derecho comunitario, que es autónomo y diferenciado del Derecho internacional, así como de la mecánica legislativa interna de los Estados miembros de la Unión Estas normas con rango de ley, así como las que regulan o precisan los medios de participación de las instituciones de la Unión en las mismas, conforman un sistema procedimental de adopción de decisiones con una finalidad legisladora. En función de la regular participación en el mismo de las instituciones involucradas, y de acuerdo con la terminología de los Tratados, el procedimiento legislativo puede ser ordinario (PLo) o especial (PLe).
Las normas legales emanadas de estos procedimientos, o leyes europeas, complementadas por las disposiciones ejecutivas o reglamentarias adoptadas por los órganos administrativos comunitarios competentes, más el Derecho originario contenido en los Tratados (el de la Unión Europea, TUE, y el de Funcionamiento de la Unión, TFUE, principalmente), conforman globalmente el Derecho de la Unión o Derecho comunitario. Estas normas europeas con rango de ley pueden adoptar tres formas: Reglamento, Directiva o Decisión.
La elaboración de la legislación comunitaria reposa sobre el Consejo y el Parlamento, representantes respectivos del principio territorial y del principio poblacional. La Comisión, de naturaleza asimilable al concepto tradicional de poder ejecutivo, ostenta el cuasimonopolio de la iniciativa, cerrando así el conocido triángulo institucional europeo (Comisión-Consejo-Parlamento). Sin embargo, esa exclusividad en la iniciativa legislativa se flexibiliza al permitirse que el Parlamento Europeo, por mayoría, solicite a la Comisión que presente la correspondiente propuesta; solicitud que en caso de ser denegada, habrá de acompañarse de la correspondiente motivación por parte de la Comisión.
La Unión Europea es una comunidad de Derecho con personalidad jurídica internacional y es la única organización internacional con atribuciones legislativas. La fuerza de ley que revisten algunos de sus actos (los actos legislativos) vincula tanto a las instituciones de la Unión como a los propios Estados miembros. Para adoptar medidas legislativas son necesarias determinadas pautas que componen el procedimiento legislativo en la Unión. Dicho procedimiento puede ser ordinario o especial (en realidad especiales, pues cada procedimiento especial es distinto al resto).
El procedimiento legislativo ordinario, se aplica a casi todas las áreas políticas de la UE. En el marco del procedimiento, la Comisión Europea presenta sus propuestas al Parlamento Europeo y al Consejo de la Unión. A continuación, envía las modificaciones al Consejo, que puede adoptar el texto con las modificaciones o devolverlo. Esa propuesta puede ser aprobada o nuevas modificaciones pueden ser presentadas por el Parlamento. Si el Consejo no la aprueba, entonces un "comité de conciliación" se forma. El Comité está integrado por los miembros del Consejo y un número igual de eurodiputados que tratan de acordar una posición común. Una vez que se llega a un acuerdo, la posición tiene que ser aprobada nuevamente por el Parlamento por mayoría absoluta. Hay otros procedimientos especiales utilizados en los sectores sensibles que por lo general reducen el poder del Parlamento.
Por otra parte, se conoce como transposición legislativa a las actividades que desarrollan las autoridades de los Estados miembros con el fin de adaptar sus respectivos derechos nacionales a una ley comunitaria, y que culmina con la adopción de las medidas de Derecho interno necesarias a tal fin, que generalmente son de naturaleza legislativa pero pueden serlo de otra índole (ejecutiva o reglamentaria, etc.), y la efectiva integración en los ordenamientos nacionales del contenido normativo del acto europeo a través de las pertinentes normas y disposiciones jurídicas internas, llamadas por ello de trasposición. Dado que los reglamentos y las decisiones (legislativas, delegadas o de ejecución) están revestidos de eficacia directa y son de aplicación inmediata a Estados miembros, autoridades, ciudadanos y otros particulares, sólo precisan de un procedimiento de trasposición, a día de hoy, las directivas comunitarias.

## Esquema de participación institucional
Las normas resultantes del procedimiento legislativo, que poseen por tanto naturaleza o rango legal, emanan del compendio de las diversas legitimidades que encarnan las Instituciones que participan en su formación. En particular, son tres las más directamente concernidas por esta función, dos como depositarias formales del poder legislativo en un sistema verdaderamente bicameral, a estos efectos -el Parlamento Europeo y el Consejo-, y otra como titular de la iniciativa legislativa -la Comisión.

### La Comisión Europea
La Comisión Europea (CE), conocida también como «Ejecutivo comunitario», es una de las siete altas instituciones de la Unión Europea, la cual ostenta el poder ejecutivo y la iniciativa legislativa. Se encarga de elaborar y proponer leyes, tomar decisiones ejecutivas y dirigir la administración comunitaria. Opera de manera independiente a los gobiernos nacionales, representa y defiende los intereses de la Unión, y es responsable políticamente ante el Parlamento Europeo. Tiene su sede en la ciudad de Bruselas, Bélgica. La Comisión Von der Leyen II es el actual Colegio de Comisarios y lo preside la popular alemana Ursula von der Leyen.

### El Parlamento Europeo
{{Ficha de órgano legislativo
| nombre = Parlamento Europeo
| país =  Unión Europea
| legislatura = X legislatura
| escudo = EP logo CMYK ES.svg
| tamaño_imagen = 170px
| creación = 10 de septiembre de 1952
| tipo_cámara = Cámara Baja
(bicameral)
| límite_alta = 5 años
| inicio_sesiones = 16 de julio de 2024
(X Legislatura)
| tipo_lider1 = Presidenta del Parlamento
| lider1 = Roberta Metsola (PPE)
| eleccion1 = 11 de enero de 2022
| tipo_lider3 = Vicepresidentes
| eleccion7 = 
| mayoría1 = 
| mayoria2 = 
| miembros = 720 diputados
(incluyendo a la presidenta)
| camara1 = X legislatura
(2024-2029)
| camara2 = X legislatura
(2024-2029)
| estructura1_res = 280px
| estructura1 = Parlamento Europeo julio de 2024.svg
| grupos_politicos1 = Comisión (399)  188   Populares  136   Socialistas    75    RenovadoresApoyo externo (53)   53    Verdes/EFAOposición (267)   86    Patriotas   79    Conservadores   46    Izquierda   27    Soberanistas   29    No inscritosVacante (1)   1    Vacante
| salario1 = 119 705,04 € al año (base)
| autoridad = Título III, Artículo 14 del Tratado de la Unión Europea
| lema = «In varietate concordia»
 (del latín: «Unida en la diversidad»)
| comites1 = Véase Comisiones del Parlamento Europeo

### El Consejo
El Consejo de la Unión Europea, también conocido como Consejo de la Unión o simplemente Consejo, es una de las siete altas instituciones de la Unión Europea, en la que se encuentran representados los Estados de la Unión a través de representantes con rango ministerial, y a la que corresponden, junto con el Parlamento Europeo (sistema bicameral de facto), las funciones legislativa y presupuestaria. Ejerce funciones de definición, coordinación y ejecución de algunas políticas, trabajando mediante sus diez formaciones internas y en el Eurogrupo.
Las funciones del Consejo han evolucionado, al menos formalmente, de más a menos; si en un principio era la principal instancia decisoria de las Comunidades Europeas, hoy en día la evolución institucional de la Unión ha encuadrado y reducido sus funciones. Así, el Parlamento Europeo se ha venido revelando desde la entrada en vigor del Tratado de Maastricht como un actor de creciente importancia política como institución de control de las demás instituciones, órganos y organismos comunitarios y, sobre todo, como colegislador en igualdad de condiciones con el Consejo. Asimismo, la oficialización del Consejo Europeo, como órgano diferenciado del Consejo, que impuso el Tratado de Lisboa, han mermado formalmente sus funciones y poderes constitucionales en pro de aquel.
El Parlamento Europeo y el Consejo ejercen los poderes legislativos de la Unión Europea, en las condiciones y dentro de las competencias señaladas para esta en los Tratados. Sin la aprobación de uno y otro (en ocasiones, de uno u otro) las «leyes europeas» (estrictamente, los reglamentos, las directivas y otras decisiones de naturaleza legislativa) no pueden ser adoptadas válidamente. La mayoría de los actos legislativos de la Unión deben ser propuestos por la Comisión y aprobados por el Parlamento y el Consejo, de acuerdo con el procedimiento legislativo ordinario; pero no siempre es así, los Tratados establecen excepciones, actos legislativos cuya adopción se siguen procedimientos especiales. Estos últimos procedimientos suelen establecerse en beneficio del Consejo, y por tanto en perjuicio del Parlamento. El Consejo es, pues, un órgano colegislador con ciertas funciones políticas suplementarias. En ambos casos se pronuncia a iniciativa de la Comisión Europea, en la mecánica de lo que suele conocerse como «triángulo institucional» (Comisión, Consejo y Parlamento).

### Otros órganos intervinientes
Pero existen además otras Instituciones, órganos y organismos de la Unión cuya participación, más o menos activa o determinante, imponen los Tratados. Si bien la mayor parte de las veces operan a título consultivo, existen procedimientos especiales para los que se les concede una cierta capacidad de iniciativa legislativa. Tienen carácter preceptivo, pero no vinculante, en la mayor parte de los casos de legislación prevista, los dictámenes de dos órganos comunitarios, a saber:
- el Comité Económico y Social, que es el órgano de representación de la sociedad civil organizada a nivel europeo; está integrada a partes iguales por representantes de los trabajadores y sindicatos paneuropeos, representantes del tejido empresarial y representantes de la sociedad civil;
- el Comité de las Regiones, que agrupa a representantes electos de las corporaciones regionales y locales de los Estados de la Unión. Este órgano desempeña una labor especialmente relevante para reforzar la fuerza institucional del principio de subsidiariedad a nivel sub-estatal.
- los Parlamentos nacionales de los Estados miembros, que como instituciones externas tienen sin embargo garantizado un nivel de participación sustancial como garantes del principio de subsidiariedad a nivel nacional de la legislación comunitaria, pudiendo paralizar la adopción de actos legislativos que, al parecer de un tercio de los ellos, lo infrinjan.

## Los actos legislativos de la Unión
De cualesquiera procedimientos, ordinario o especiales, de legislación comunitaria, emanan unas específicas normas jurídicas con rango de ley (la Unión es la única organización internacional con una auténtica capacidad legislativa), los actos legislativos de la Unión, verdaderas leyes europeas, que necesariamente adoptan alguna de las siguientes formas o tipos:
Su encabezamiento estará presidido por la fórmula «del Parlamento Europeo y del Consejo». Debe especificarse la naturaleza legislativa del procedimiento porque, como veremos, estos actos también son susceptibles de ser empleados, con idéntica denominación, para la creación de actos jurídicos formalmente no legislativos (así, actos de ejecución y actos delegados). Esto es consecuencia de la renuncia, por simbólicos, a una mayor claridad de los preceptos operada por el Tratado de Lisboa; la fallida Constitución Europea establecía un nomenclatura mucho más clara de Leyes Europeas (reglamentos) y Leyes Marco Europeas (directivas), a las que se reservaba el rango legal. Las decisiones tenían rango meramente ejecutivo o reglamentario.

### Elección del acto y proporcionalidad
Dado que la naturaleza legislativa de los actos adoptados por la Unión viene señalada como tal (si tal es el caso) por los artículos de los Tratados que constituyen en cada caso su fundamento jurídico, podríamos decir que el concepto de ley comunitaria es ante todo un concepto formal, cuya aplicación a sus actos jurídicos procederá o no en función del precepto correspondiente de los Tratados en que dichos actos fundamenten su legitimidad jurídica. Así pues, pocas veces podrá darse un dilema acerca de si procede o no la aplicación del procedimiento legislativo (ordinario o especial) para la válida adopción de un acto jurídico que la Unión pretenda en un ámbito político cualquiera. Las más de las veces, si es que no todas, la respuesta se hallará en los Tratados.
Sin embargo, no es este el caso que se presenta a la hora de decidir, una vez determinada la vocación legislativa o no de la acción política y jurídica que se pretenda, cuál será el tipo concreto de acto (reglamento, directiva o decisión; o incluso recomendación o dictamen si, excluyendo el ámbito legislativo, tal fuera la posibilidad que la Comisión se plantea) que la Unión y sus instituciones deben preferir entre los que se presentan como posibles. A este respecto nos presenta el TFUE un inciso que, aunque de difícil valoración jurídica, puede ser políticamente relevante y, sobre todo, supone una opción de política legislativa muy significativa, aunque solo sea por su ubicación constitucional. Dicen los Tratados que

Cuando los Tratados no establezcan el tipo de acto que deba adoptarse, las instituciones decidirán en cada caso conforme a los procedimientos aplicables y al principio de proporcionalidad.

Además, el mismo Tratado les impone una prohibición:

Cuando se les presente un proyecto de acto legislativo, el Parlamento Europeo y el Consejo se abstendrán de adoptar actos no previstos por el procedimiento legislativo aplicable al ámbito de que se trate.

Esta última cláusula excluye de todo punto la creación por el Parlamento Europeo o por el Consejo de nuevos tipos legislativos ajenos a los que expresamente prevén los Tratados (reglamento, directiva y decisión). No obstante, dicha prohibición no es extensible a los actos no legislativos, lo que puede abrir la puerta a una proliferación de nuevos tipos jurídicos aconstitucionales, eventualidad contraria al principio de seguridad jurídica.
Finalmente, todo acto de la Unión, legislativo o no, debe venir políticamente motivado y jurídicamente fundamentado.

### Publicación y entrada en vigor
El Diario Oficial de la Unión Europea (DOUE) —anteriormente Diario Oficial de las Comunidades Europeas (DOCE)— es el boletín oficial donde las instituciones de la Unión publican las acciones y decisiones diarias, y los actos legislativos aprobados. La entidad encargada de su publicación es la Oficina de Publicaciones, situada en Luxemburgo. 

## Las competencias de la Unión
| Exclusivas |
| --- |
| - la Unión Aduanera; - el establecimiento de normas sobre competencia para el mercado interior; - la política monetaria de la eurozona; - la conservación de los recursos biológicos marinos dentro de la Política Pesquera Común; - la Política Comercial Común; - la celebración de acuerdos internacionales (con condiciones). |
| Compartidas |
| - el mercado interior - la política social, en los aspectos definidos por los Tratados - la cohesión económica, social y territorial; - la agricultura y la pesca; - el medio ambiente; - la protección de los consumidores; - el transporte; - las redes transeuropeas; - la energía; - el espacio de libertad, seguridad y justicia; - los asuntos comunes sobre salud pública - la investigación, el desarrollo tecnológico y el espacio - la cooperación al desarrollo y la ayuda humanitaria |
| Competencias de apoyo |
| - la protección y mejora de la salud humana - la industria - la cultura - el turismo - la educación, la formación profesional, la juventud y el deporte - la protección civil - la cooperación administrativa |
| Específicas |
| - la coordinación de las políticas económica, social y de empleo - la Política Exterior y de Seguridad Común |

Con anterioridad a la entrada en vigor del Tratado de Lisboa en 2009, las competencias de la Unión Europea no se encontraban definidas, ni en ocasiones contenidas siquiera, por los Tratados constitutivos, que se limitaban a enunciar los fines y objetivos políticos de las Comunidades y de la Unión Europea y a establecer los cauces institucionales de ejercicio del poder comunitario.
Esta vaguedad competencial se reveló práctica para la integración europea, pues permitió una extensión ambigua y pragmática de las competencias iniciales de las novedosas estructuras jurídicas europeas, fundamentalmente por medio de dos vías: las llamadas “competencias implícitas”, que el Tribunal de Justicia aplicó a su jurisprudencia —que se derivarían de una interpretación no tanto literal cuanto lógica y sistemática de los Tratados—, y la “vía de escape” que ofrecía el propio Tratado de la Comunidad Europea en su artículo XY, que permitía a los Estados atribuir nuevas competencias a la Unión cuando esta transferencia pudiera servir a los objetivos políticos de la Comunidad, enunciados en los Tratados.

## El procedimiento legislativo ordinario
El procedimiento legislativo ordinario (PLo), antes conocido como el procedimiento de codecisión, es el principal proceso legislativo por el que un proyecto legislativo puede ser aprobado en la Unión Europea, exceptuándose algunas áreas sometidas a procedimiento legislativo especial (PLe) (solo del Consejo o del Parlamento Europeo, aisladamente) y las que se excluyen de la legislación, como por ejemplo todo el ámbito de la política exterior y de seguridad común.
Tras el tratado de Lisboa, el procedimiento de codecisión (contenido en el artículo 294 del Tratado de Funcionamiento de la Unión Europea) pasó a denominarse procedimiento legislativo ordinario, consistiendo en la adopción conjunta por el Parlamento Europeo y el Consejo de la Unión Europea, a propuesta de la Comisión Europea, de un reglamento, una directiva o una decisión de naturaleza legislativa. Para ello se requiere la aprobación de un mismo texto por parte de las dos Instituciones, como cámaras legislativas colegiadas, en un sistema de bicameralismo perfecto. En garantía, vendrá refrendado por los presidentes de ambas instituciones.

## Los procedimientos legislativos especiales
Los principales procedimientos de naturaleza legislativa pero ajenos al sistema ordinario son los llamados Procedimientos Legislativos especiales de los que emanan Actos Legislativos de la Unión (reglamentos legislativos, directivas legislativas o decisiones legislativas), pero con una atribución asimétrica de la responsabilidad de las dos cámaras en su elaboración. Su encabezamiento estará presidido necesariamente por la fórmula «del Consejo» o «del Parlamento Europeo», según cuál de las dos instituciones lo adopte formalmente, y vendrán refrendadas por su presidente.
Los procedimientos legislativos especiales tienen carácter excepcional y solo son aplicables cuando los Tratados expresamente lo indiquen. De esta manera, consisten en la adopción de un reglamento, una directiva o una decisión, bien por el Parlamento Europeo con la participación del Consejo, bien por el Consejo con la participación del Parlamento Europeo.
Según el Tratado de Niza, los procedimientos especiales ya solo se extendían a unas pocas materias políticas. Por ejemplo, en la política exterior de la Unión Europea y la cooperación policial y judicial en materia penal tienen carácter intergubernamental, por lo que el Parlamento tiene voz pero no voto. 
El Tratado de Lisboa establece una mayor reducción de las materias propias de los procedimientos especiales. De este modo, materias como la política agraria, comercial o la cooperación en materia penal se atribuyen al procedimiento legislativo ordinario.

### Legislación especial del Consejo de la Unión
Existen, en primer lugar, actos de naturaleza legislativa que, como excepción al procedimiento legislativo ordinario, son adoptados únicamente por el Consejo de la Unión, si bien no puede excluirse en su gestación la participación del Parlamento Europeo, que se da en cualquier caso en la aprobación de cualesquiera actos legislativos, pero con intensidad diversa, de acuerdo con los dos parámetros que establecen los Tratados.
Este método debe ser considerado excepcional en el ámbito legislativo -si bien no es en realidad infrecuente, a decir de los numerosos llamamientos al mismo del Tratado-, pero no lo es, o al menos no en la misma medida, en otros ámbitos decisorios, ya sea en el ejercicio de la potestad reglamentaria o ejecutiva, atribuida a la Comisión y en ocasiones al Consejo, ya sea en los ámbitos jurídicos en los que se excluye cualquier tipo de procedimiento legislativo y donde es habitual que el poder decisorio recaiga en el Consejo. Paradigmático ejemplo de esto último es la política exterior y de seguridad común.

#### Aprobación del Parlamento
Este mecanismo exige que, una vez alcanzada la mayoría necesaria en el Consejo de la Unión para aprobar la ley de que se trate, deberá someterse su adopción definitiva a la aprobación final y global o de conjunto del Parlamento Europeo. De este modo, se atribuye aquí al Parlamento una auténtica capacidad de veto absoluto, pues si el proyecto presentado por la Comisión y aprobado por el Consejo no obtiene la aprobación final del Parlamento no podrá adoptarse definitivamente; sin embargo, y conforme con la naturaleza de veto que corresponde a su intervención, la asamblea no podrá introducir enmienda ni modificación alguna en el acto que le sea presentado. Deberá aprobarlo o rechazarlo tal cual está. Si la aprobación se produce, el Consejo podrá adoptar el acto que elaboró y cobrará este su fuerza de ley; de lo contrario, el acto no podrá ser adoptado ni entrará en vigor.

#### Consulta previa al Parlamento
Mediante este procedimiento, cada vez menos usual en el ámbito legislativo comunitario, la elaboración, aprobación y adopción del acto corresponderá, en exclusiva, y sin perjuicio de la iniciativa que corresponde a la Comisión, al Consejo de la Unión. Sin embargo, el acto aprobado por el Consejo lo será por dos veces: su primera aprobación será de la que nazca el documento que se presente al Parlamento, el cual emitirá su criterio en un dictamen, que tendrá carácter consultivo; a continuación, el Consejo recibe el acto que aprobó -el Parlamento no puede modificarlo- junto con la valoración emitida en votación por el Parlamento -no se trata pues de una aprobación formal, sino de una valoración libre-, y a la vista de ambas cosas, podrá enmendar el original adoptado para adecuarlo al parecer expresado por el Parlamento, y aprobar una nueva variante del mismo, que deberá someter de nuevo a consulta del Parlamento, o adoptarlo tal cual le sea devuelto, es decir, tal y como lo emitió en primera instancia.
Si bien la valoración del Parlamento sobre el documento aprobado por el Consejo no tiene carácter vinculante para este, ni condiciona en ningún caso su validez o su fuerza legal, es muy cierto que la libertad de que goza el Parlamento para emitir su opinión en dictamen y la voz democrática que esta cámara directamente expresa, como representante de los ciudadanos europeos, junto con el eco y el favor mediático que en ocasiones se le otorga, conceden a la opinión del Parlamento un peso político específico que pocas veces será completamente desoído por el otro brazo legislador, que de costumbre incorporará algunas de las modificaciones propuestas por el Parlamento, especialmente si su dictamen ha sido muy desfavorable. En cualquier caso se trata de un paso constitucionalmente necesario para que el Consejo adopte válidamente el acto: sin la consulta previa, y conforme con los plazos que dictan los Tratados para que el Parlamento pueda efectivamente expresarse, el acto no podrá adoptarse por el Consejo, y si así lo hiciere, será nulo de pleno Derecho. Así lo dicen los Tratados y así lo ha confirmado reiteradamente la jurisprudencia del Tribunal de Justicia.

### Legislación especial del Parlamento
Se trata de un procedimiento poco habitual, mediante el cual el Parlamento Europeo adopta en solitario un acto legislativo de la Unión, prescindiéndose -esta vez sí completamente- de la intervención del Consejo en el proceso. Esto último se justifica tanto por la legitimidad democrática directa que inviste al Parlamento, a diferencia de la representación democrática indirecta que corresponde al Consejo, como por el hecho de que, generalmente, se trata de actos relativos a cuestiones de poca trascendencia práctica o que afectan solo o principalmente a la institución parlamentaria en sí.
Evidentemente, no todas las decisiones que los Tratados encomiendan en exclusiva al Parlamento Europeo producen actos de naturaleza legislativa; más al contrario, se trata de casos verdaderamente inusuales, las normas emanadas de este procedimiento excepcional suelen ser muy peculiares. Ejemplo de esto es el Reglamento del Parlamento Europeo, que si bien es indudablemente una norma de naturaleza legal, es a todas luces una ley peculiarísima y de ámbito muy limitado.

### Procedimiento presupuestario
El procedimiento presupuestario, tal como quedó configurado tras la entrada en vigor del Tratado de Lisboa en 2009, comienza el 1 de septiembre y culmina el 31 diciembre de cada ejercicio presupuestario, esto es, de cada año. Sin embargo el primer paso en este sentido se lleva a cabo tiempo antes, cuando a finales de junio las instituciones, órganos y organismos de la Unión remiten a la Comisión Europea una estimación general de los gastos e ingresos previstos para el siguiente ejercicio, de acuerdo con sus procedimientos internos. Sobre la base de dichas estimaciones consolidadas por las de sus propios servicios, la Dirección General de Presupuesto (DG BUDG) de la Comisión elabora diversos borradores y define un anteproyecto bajo la responsabilidad del comisario de Presupuesto y Administración, que este eleva a cuestión, al Colegio de Comisarios para la aprobación del texto como proyecto presupuestario definitivo. Esta fase del proceso debe concluir antes del 1 de septiembre, fecha en que el proyecto se remite al Parlamento Europeo y al Consejo y da comienzo el procedimiento propiamente dicho.
El Consejo será el primero en pronunciarse acerca del proyecto de presupuesto, remitiendo su posición motivada al Parlamento antes del 1 de octubre. Por su parte, el Parlamento Europeo podrá aprobar la posición del Consejo, lo que supondría la adopción del Presupuesto. Igualmente, si en el plazo de 42 días no ha manifestado su postura, el Presupuesto se considerará adoptado. Finalmente, si la mayoría parlamentaria aprobase la introducción de enmiendas al Presupuesto, se convocará automáticamente el Comité de Conciliación. No obstante, si en el plazo de diez días, el Consejo decide aprobar las enmiendas presupuestarias del Parlamento, el Comité de Conciliación no llegará a reunirse.
Suponiendo que el Consejo no apruebe las enmiendas del Parlamento, actuará el Comité de Conciliación, compuesto por los miembros del Consejo e igual número de europarlamentarios. El Comité dispondrá de 21 días para consensuar un texto conjunto.
En el supuesto de que no se llegase a consensuar un texto conjunto en el seno del Comité de Conciliación, la Comisión habrá de presentar un nuevo proyecto de presupuesto, volviendo así a la primera etapa del procedimiento.
No obstante, si el Comité llega a consensuar dicho texto conjunto, deberá someterlo a la aprobación del Consejo y del Parlamento, que contarán con un plazo de catorce días para pronunciarse. Si una de las instituciones sobrepasa ese plazo, supondrá la adhesión a la decisión que adopte la otra Institución, cuando sí se haya pronunciado; si ninguna de las instituciones se pronuncia en plazo, el texto se considerará adoptado.

## Los procedimientos decisorios no legislativos

#### Actos no legislativos
Se trata de una extensión del procedimiento antedicho a normas jurídicas que no alcanzan el rango legislativo: son los llamados Actos no legislativos, que si bien son de naturaleza jurídica y eficacia vinculante incuestionables, no contienen una regulación materia o formal de entidad suficiente para ser considerados legales o legislativos (leyes europeas), sino más bien ejecutivos o reglamentarios; o bien se producen en casos concretos o políticas para los que los Tratados no han previsto o atribuido poder legislativo a la Unión, pero sí contemplan estas otras fórmulas jurídicas. Por todas estas razones, pueden corresponder a Instituciones y organismos distintos al Parlamento Europeo y al Consejo, y las resoluciones ejecutivas que a estos últimos atribuyen los Tratados deben a su vez delegarse en aquellas, principalmente en la Comisión, como Institución poseedora de la potestad ejecutiva, pero también en ocasiones del Consejo. Las normas que de este método decisorio emanan adoptan una terminología que, dadas ciertas analogías, resulta en ocasiones confusa, si bien se ha clarificado notablemente desde la entrada en vigor del Tratado de Lisboa.

##### Actos delegados
Cuando el Parlamento Europeo y el Consejo, o cualquiera de estas dos instituciones en uso de sus facultades legislativas especiales, autorizaran en un acto legislativo a la Comisión para que ésta pueda modificar o completar determinados elementos no esenciales de dicho acto legislativo, ésta podrá dictar, a tal efecto, alguno de los siguientes actos no legislativos, en el uso de su facultad delegada:
- Reglamentos delegados,
- Directivas delegadas,
- Decisiones delegadas.

No obstante la afirmación del TFUE, la naturaleza no legislativa de estos actos puede, dado el origen de la autorización, dado el contenido normativo, materialmente legal o legislativo, que mediante este procedimiento el legislador natural permite a un órgano ejecutivo modificar, por lo tanto ser puesto en entredicho. Parecería más bien apuntar a un contenido, el de estos actos delegados, si bien no formalmente sí materialmente legislativo (completan o modifican textos legales, que en principio solo la ley podría completar o modificar), aunque con un recorrido y un ámbito sujeto a muchos condicionamientos, e intensamente limitado, que afecta por tanto a cuestiones de la ley originaria que deberían ser menores.
Solo la Comisión, previa delegación habilitante de un acto legislativo, puede adoptar actos delegados. Queda excluido de esta potestad el Consejo.

##### Actos de ejecución
Se trata de un tipo de normas de naturaleza no legislativa que un acto legislativo podrá autorizar a dictar, cuando las circunstancias aconsejen una aplicación uniforme de dicho acto en toda la Unión. Consisten claramente en una manifestación del poder reglamentario que acompaña al poder legislativo de la Unión. Solo la Comisión, y en contadas y justificadas ocasiones el Consejo, podrán hacer uso autorizado de esta facultad, que recae claramente sobre el ámbito de la función ejecutiva de la Unión. Podrán para ello hacer uso del más conveniente de estos tres instrumentos normativos:
- Reglamentos de ejecución,
- Directivas de ejecución,
- Decisiones de ejecución.

## Transposición legislativa
En el Derecho de la Unión Europea, la transposición es un proceso mediante el cual los Estados miembros de la Unión Europea dan fuerza a una directiva mediante la aprobación de medidas de aplicación apropiadas.
La Comisión Europea supervisa de cerca que la transposición sea oportuna, se haga y se aplique correctamente, a fin de alcanzar los resultados previstos. La transposición incorrecta puede ser el resultado de la inacción (dejando de lado determinadas disposiciones), la divergencia (otro ámbito de aplicación, definición o requisito), la "sobrerregulación" (que supera los requisitos de la Directiva), la "doble bancarización" (solapamiento entre la legislación nacional vigente y la Directiva transpuesta) o el "deslizamiento reglamentario" (aplicación demasiado estricta o estado de incertidumbre en cuanto a la situación del Reglamento).
La Comisión Europea puede interponer un recurso ante el Tribunal de Justicia de la Unión Europea contra los Estados que no hayan transpuesto adecuadamente las directivas.  Además, cualquier persona o empresa de un Estado miembro puede presentar una denuncia ante la Comisión por la transposición incorrecta o tardía de una directiva de la UE o "por cualquier medida (ley, reglamento o acción administrativa) o práctica atribuible a un Estado miembro que considere incompatible con una disposición o un principio del Derecho de la UE".

## Críticas y propuestas al sistema
A pesar de su variable origen y su fundamentación diversa, las críticas y reservas acerca del proceso legislativo en la Unión pueden clasificarse en función de tres proveniencias, que se refieren a continuación.
- Existe una línea argumental que, apoyándose sobre la necesaria orientación democrática que debe guiar la construcción de una Europa cada vez más política y detentadora de numerosos poderes soberanos, tradicionalmente atribuidos al Estado, busca desarrollar paralelamente un espacio público europeo que fundamente una auténtica democracia supranacional. De acuerdo con estos criterios, generalmente provenientes de círculos europeístas o próximos al federalismo europeo, el PLo debe extenderse progresivamente a todos los ámbitos de decisión en el ámbito de la Unión Europea, evitando así que determinados bloques materiales de decisión política escapen al control democrático del Parlamento Europeo, única institución comunitaria directamente electa.
- En sentido contrario puede detectarse un conjunto de argumentos sustentados, fundamentalmente, sobre un razonamiento político que responde a una natural tendencia o inclinación ideológica agrupable bajo el genérico término de "euroescepticismo". Las críticas vertidas desde esta posición hacen por lo general hincapié en la supranacionalidad casi federal de un procedimiento que convoca a una participación concurrente a dos instituciones de doble legitimidad, el Parlamento Europeo y el Consejo, en pie de igualdad, en una línea de parlamentarismo bicameral que se aleja progresivamente del concepto clásico de la organización internacional en que todavía se encuadra la Unión Europea. En este sentido, todo paralelismo con la estructura clásica estatal debe ser contenida, en lo posible, dado que necesariamente perjudica la soberanía nacional de los países de Europa.
- Más próximos a esta última corriente, pero fundados sobre un blindaje argumental más técnico y, frecuentemente, económico o empresarial, surgen no pocas voces que señalan la lentitud del proceso y el coste burocrático que genera una estructura política tan compleja. Abogan, generalmente, por una mayor agilidad decisoria, concepto que, siendo difícilmente compatible con la democracia directa de un parlamento, apunta posiblemente al Consejo como instancia general. Paralelamente se sugiere una mayor concentración de la atención política europea sobre cuestiones más cotidianas y "reales", devolviendo algunos ámbitos competenciales donde se aprecien menos "sinergias" a nivel europeo, a los Estados nacionales.